# (3379) Oishi
(3379) Oishi – planetoida z pasa głównego asteroid okrążająca Słońce w ciągu 3 lat i 224 dni w średniej odległości 2,35 j.a. Została odkryta 6 października 1931 roku w Landessternwarte Heidelberg-Königstuhl w Heidelbergu przez Karla Reinmutha. Nazwa planetoidy pochodzi od Hideo Oishiego, specjalisty w zakresie obliczenia orbit planetoid. Została zaproponowana przez S. Nakano, który pomógł zidentyfikować tą planetoidę. Przed nadaniem nazwy planetoida nosiła oznaczenie tymczasowe (3379) 1931 TJ1.